# Negroni sbagliato
Il Negroni sbagliato è un cocktail creato nel Bar Basso di Milano nel 1972 dal bartender Mirko Stocchetto e in genere chiamato semplicemente sbagliato.
Differisce dal classico Negroni fiorentino per la presenza dello spumante brut, che sostituisce il gin. Il drink diventa così più leggero grazie alla minore presenza alcolica.

## Preparazione

### Ingredienti
- 3 cL di spumante brut
- 3 cL di Vermouth rosso (Carpano originariamente)
- 3 cL di Campari
- Fetta di arancia

### Procedimento
Mettere gli ingredienti all'interno del bicchiere colmo di ghiaccio. Mescolare bene con cucchiaio da bar e decorare con una fetta d'arancia.

## Marchio
Negroni sbagliato è un marchio registrato dal Bar Basso e deriva dal fatto che nel 1972 Stocchetto ideò il cocktail a seguito di un errore, versando spumante anziché gin in quello che avrebbe dovuto essere un classico Negroni.